# Municipio de San Miguel Achiutla
El municipio de San Miguel Achiutla (del mixteco: ñuu, ndecu ‘ciudad, fuego’‘Ciudad de fuego’)es uno de los 570 municipios que conforman al estado mexicano de Oaxaca. Pertenece al distrito de Tlaxiaco, dentro de la región mixteca. Su cabecera es la localidad homónima. La demarcación se rige mediante el sistema de usos y costumbres.

## Toponimia

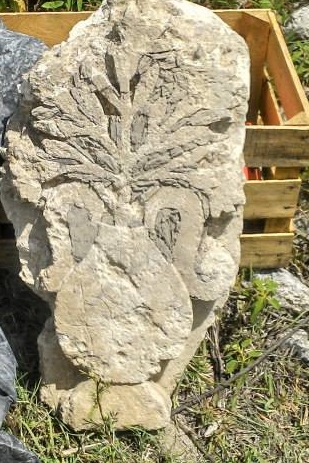
Decoración encontrada en una excavación en San Miguel Achiutla.

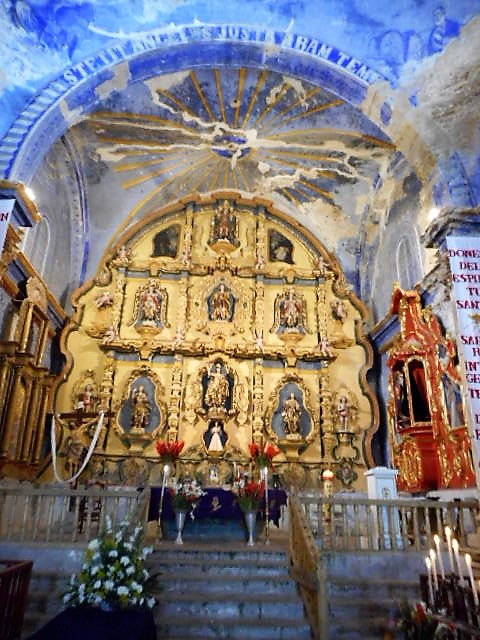
Altar mayor de la iglesia del convento de San Miguel Achiutla

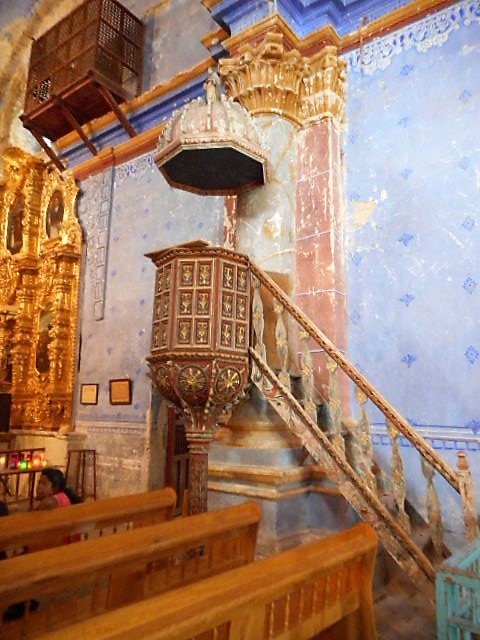
Púlpito de la iglesia del convento de San Miguel Achiutla.

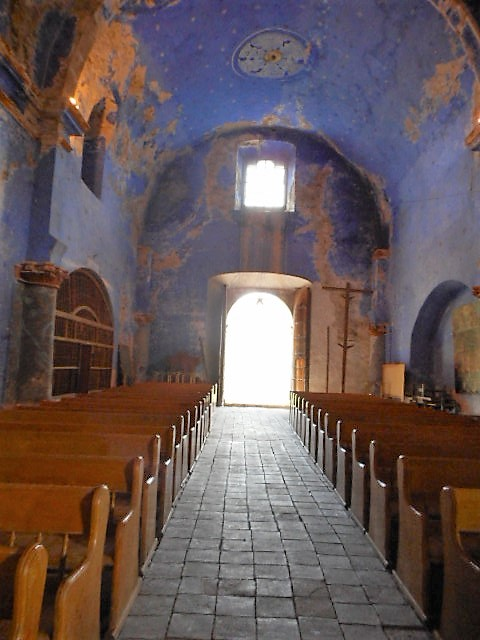
Nave de la Iglesia Convento San Miguel Achiutla

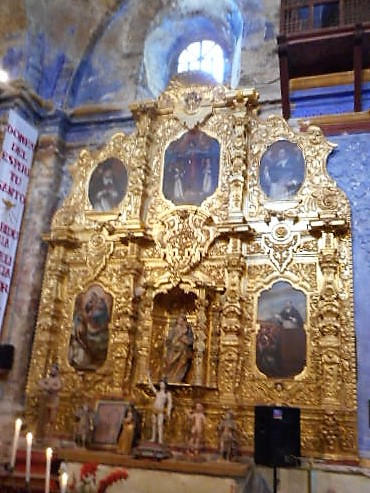
Retablo de la iglesia del convento de San Miguel Achiutla

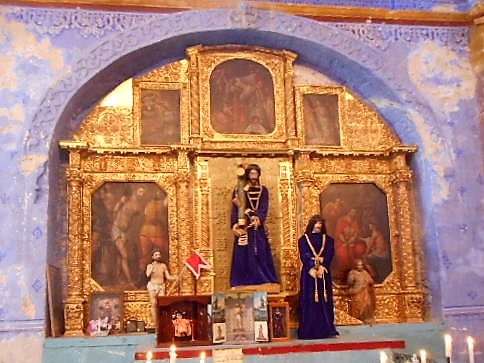
Otro retablo de la iglesia del convento de San Miguel Achiutla

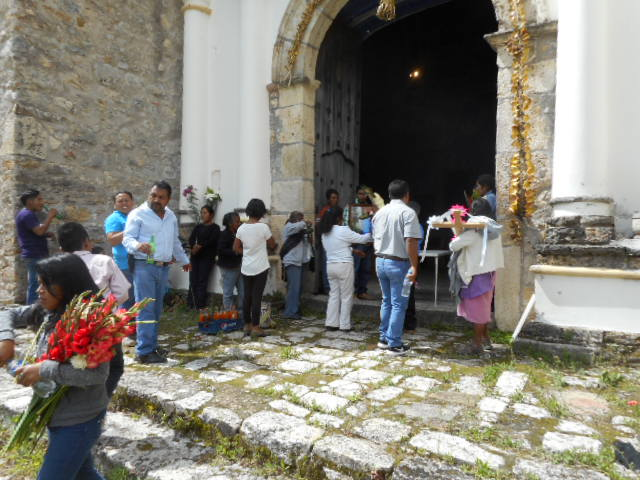
Memorial de un Noveno Día en la Iglesia del Convento de San Miguel Achiutla, finales de junio de 2017

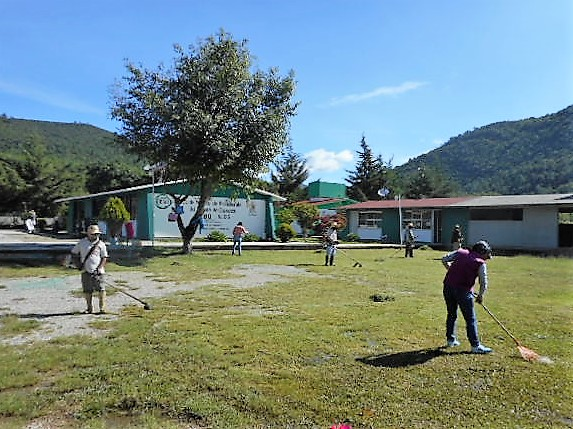
Tequio en el plantel 126 “Achiutla” del Instituto de Estudios de Bachillerato del Estado de Oaxaca realizado por habitantes de los municipios de San Miguel Achiutla y San Juan Achiutla.

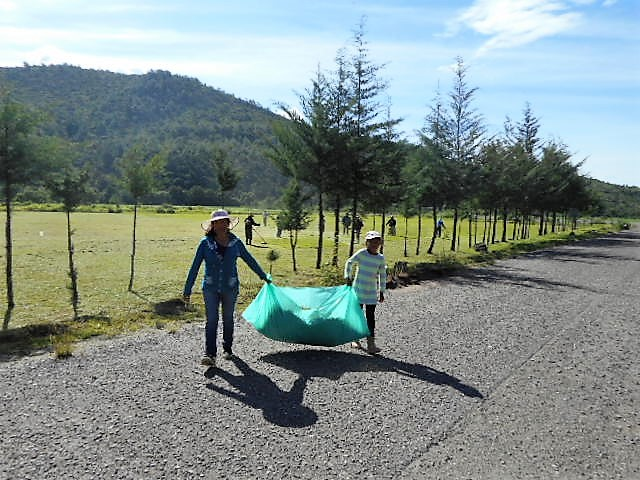
Mujeres, jóvenes y hombres de los municipios de San Miguel y San Juan Achiutla participando en el tequio en las canchas del IEBO 126 (2018)

El arqueólogo e historiador Wigberto Jiménez, al identificar el glifo toponímico de Achiutla —Ñuudecu— en el códice Bodley, lo interpretó como «lugar que arde», que a su vez dio pie a «ciudad de las llamas". Esta etimología se basa en los vocablos ñuu: pueblo, lugar o ciudad; y ndecu: llamas o fuego. Así mismo existen diversas interpretaciones de este mismo nombre tales como: lugar de llamas, lugar chamuscado, pueblo que arde, tablero con llamas, pueblo quemado, etc.[cita requerida]
Por otra parte achuitla proviene del náhuatl y significa «lugar donde abunda el achiote o la grana». El poblado fue llamado así por los mexicas, que la sometieron a inicios del siglo XVI. No obstante este nombre causa incertidumbre ya que el achiote —planta de la cual proviene un color rojo utilizado antiguamente— no crece en la región debido a que requiere de un clima tropical. Cecilia Rosell asegura que el color rojo al que se refiere no se debe únicamente a la planta, sino también a cierta piedra amarilla la cual al ser expuesta al fuego cambia su color. De esta hipótesis se deduce que su nombre significa «lugar donde abunda el rojo». Otra interpretación es que achiutla proviene de la combinación de los vocablos a, agua; xiuh, turquesa; y tla, lugar.

## Historia
Es reconocida la importancia de Achiutla en la antigüedad y este fue el motivo principal por el cual sobre esa población(no confundir con San Juan Achiutla) se haya erigido uno de los primeros conventos en Oaxaca. 

### Época prehispánica
En la antigüedad Achiutla era un lugar importante cuya fama por su prestigio religioso trascendió hasta llegar a oídos del imperio mexica. Su influencia como se ha dicho fue grande y llegó a los oídos del tlatoani Moctezuma Xocoyotzin. Este emperador mandó emisarios con presentes y a "pedirle treguas de amistad y correspondencia, persuadido, a que era poderosisimo Dios, el de aquella nación [...] quedó tan creído de esta preeminencia, que en adelante le enviaba embajadores y presentes al patriarca [...]encargándole consultase a su dios grande, los sucesos y fortunas de su monarquía".
El historiador José Antonio menciona en su Historia de Oaxaca que "Tilantongo y Achiutla tenían la primacía en el orden religioso y civil, y las tradiciones y escrituras estaban conformes en dar a éstas la prioridad del tiempo de ser fundadas". Así pues sin duda alguna quedó establecida su importancia para los mixtecos, inclusive tal fue su fama y gloria que fue considerado el Centro Ceremonial de la Mixteca Alta de acuerdo a Francisco de Burgoa.

### Corazón del Pueblo
También respecto a este tema se incluye la importancia de cierta piedra espiritual denominada Corazón del Pueblo la cual según Burgoa “Era una esmeralda tan grande como un grueso pimiento de esta tierra: tenía labrada encima una avecilla o pajarillo con grandísimo primor, y de arriba abajo enroscada una culebrilla con el mismo arte: la piedra era tan trasparente que brillaba desde el fondo, donde parecía como la llama de una vela ardiendo”.
José Antonio en su Historia de Oaxaca asegura que “En la mayor anfractuosidad de la montaña de Achiutla se elevaba el adoratorio de la principal divinidad mixteca, cuya imagen era una esmeralda de cuatro dedos de longitud, en que se veía primorosamente grabada una avecilla y una serpiente, como ya se ha dicho: este ídolo era el centro común de que partía el complicado tejido de venas por donde afluía la vida y el aliento a los mortales. Los mexicanos llamaban al omnipotente, "vida del mundo;" los mixtecas designaban a su esmeralda con el nombre de Corazón del Pueblo, y su veneración y culto se extendían no solo a una parte de Oaxaca, sino a la capital misma de los aztecas”.
Esta deidad que era considerada principal por los sacerdotes naturales de la región logró sobrevivir cierto tiempo al ser escondida de los evangelizadores que llegaron a esas tierras. No obstante pese a la cantidad de argucias para mantener oculto y al mismo tiempo vivo el rito al Corazón del Pueblo esta fue descubierta y destruida.
Después de varios intentos infructuosos de evangelización de los naturales llegó el evangelizador Benito Hernández, este que había estado en Tlaxiaco llegó a predicar la nueva religión y finalmente encontró la piedra. Como comenta Pérez Ortiz  “el que se descubriera el lugar sagrado fue un doloroso golpe a los achiutecos, ya que lo que habían construido en cientos de años en un momento se terminó”.
Como se ha dicho el destino de esta piedra, fue la destrucción. Fray Benito Hernández la hizo polvo tiempo después. Burgoa afirma en sus escritos que este lloró al destruir tan hermosa figura. Pese a la destrucción de este artefacto hay algunas descripciones que mencionan que aun tiempo después se siguieron llevando a cabo los rituales pese a que los naturales de la región ya habían sido convertidos al cristianismo. Como lugar de celebración se señala específicamente una cueva localizada en un cerro cercano a la localidad.

### La conquista
Durante la conquista española lo mismo que en otras partes de la nueva España, Achiutla fue conquistado con la cruz y la espada, pronto estuvo integrado dentro del marco religioso y comercial del gobierno colonial.
En 1528 llegaron a Antequera tres frailes dominicos, que aparentemente hubieron de lograr muy poco hasta 1535, cuando llegaron otros y se inició sistemáticamente la evangelización de la Mixteca, llevada a cabo por las tropas de Pedro de Alvarado y Francisco Orozco. Es escasa y confusa la información sobre este período. Según algunas fuentes, los españoles tuvieron el apoyo de los mixtecos en la lucha contra los mexicas ya que deseaban librarse de su dominio.
Según el presbítero José Antonio: "El señor de los mixtecas dio el mandato para que se rindiesen sus batallones, en vista de que los sumos sacerdotes del oráculo de Achiutla transmitían el mensaje de los dioses en el que declaraban que los extranjeros serían los dominadores de esta tierra y era inútil el derramamiento de sangre".
Los domini-cani "perros del señor" empezaron a tener presencia con clérigos seculares en la década de 1540 en Tlaxiaco, de 1541- 1546 en Yanhuitlán, en San Miguel Achiutla y Santiago Tejupam a comienzos de la década de 1550.
Fray Benito Hernández fue asignado por órdenes superiores, a hacerse cargo de la vicaría de San Miguel Achiutla, en el cual a su llegada todavía se conserva el culto pagano y fue el mismo quien destruyó todos los ídolos que adoraban: Entre ellos, el ídolo más valioso llamado "Corazón del pueblo", e inició con labor evangelizadora a través de sus doctrinas cristianas y con la ayuda de otros predicadores de la misma orden lograron conquistarlos por completo, enseñándoles también a cultivar la tierra obteniendo trigo, garbanzo, arvejón, les enseñaron a los nativos el cultivo de moreras, que pronto en las vegas del río de San Miguel Achiutla, se multiplicaron con el cuidado, formando bosques de 2 o 3 leguas de extensión.

### Convento
Este se encuentra sobre los remanentes de su antigua civilización , en un basamento piramidal sobre el cual se erige el convento dedicado a San Miguel Arcángel patrono de la comunidad. Debido a la falta de datos que confirmen la antigüedad del basamento donde está ubicado el templo no se pueden hacer más que especulaciones respecto al tema.
La ubicación de este cumple la ordenanza real que se estableció a mediados del siglo XVI, en la que se establecía fundar "pueblos de indios" siguiendo normas españolas. El convento por tanto está situado en la cima de un cerro desde donde se puede observar el poblado, el valle y algunos territorios vecinos dando a este convento un punto de vista privilegiado al poder observar todo lo que se encuentra a su alrededor.
Antes de que se construyera el convento y bajo las órdenes de fray Benito Hernández se construyó un a iglesia de la cual actualmente solo existen unas ruinas que se encuentran cercanas a lo que hoy es el panteón de dicha población.
Esa casa fue aprobada por la Orden dominica hasta 1557. Tiempo después ya aceptados por al orden religiosa estos comenzaron a construir el que es el que es hoy el convento de San Miguel Achiutla. Este convento es diferente a los demás, es un convento-fortaleza, cuya planta se inscribe en un rectángulo, de gruesos y altos muros y potentes contrafuertes. Las aberturas hacia el exterior se reducen a unas pequeñas ventanas ubicadas a varios metros del suelo. El acceso al convento se hace por un zaguán que se parece más a la puerta fortificada de un castillo del Medioevo. El conjunto es macizo, austero, funcional y muy impresionante. 
Un águila bicéfala y dos corazones, hechos de piedras insertadas en el revoque de la fachada norte del templo, son los únicos elementos decorativos exteriores que han subsistido.
El interior es muy austero, en uno de los arcos principales se encuentra la inscripción “Stetit Angelus Justa Aram Templi” que está extraída del libro del Libro del Apocalipsis capítulo 8 versículo 3 y cuyo significado en español “Un ángel se colocó junto al altar”. Desgraciadamente el paso del tiempo ha destruido parte del interior y solo se conservan pocos detalles de la decoración del antiguo templo.
La construcción del convento inició hacia 1558, justo un año después de que la orden dominica aceptara al pueblo de San Miguel. Aunque en 1556 ya tenía asignados algunos frailes que vivían en la antigua iglesia gracias a los esfuerzos de Benito Hernández y aún más desde hacía ya varios años se habían intentado misiones de conversión. En 1587, Andrés de la Concha firmó un contrato con el pueblo de San Miguel para realizar un retablo de la iglesia; otro contrato, para la ejecución de un retablo más, fue firmado por el artista José González, en 1685.

## Geografía
El municipio abarca 94.41 km² y se encuentra a una altitud promedio de 1940 m s. n. m., oscilando entre 3200 y 1800 m s. n. m.
Colinda al norte con los municipios de San Juan Achiutla, Santa María Nduayaco, San Vicente Nuñu, Magdalena Yodocono de Porfirio Díaz y San Pedro Tidaá; al este con San Pedro Tidaá, San Juan Diuxi y San Bartolomé Yucuañe; al sur con San Bartolomé Yucuañe, San Agustín Tlacotepec y Magdalena Peñasco; y al oeste con Magdalena Peñasco, Santa Catarina Tayata y San Juan Achiutla.

### Fisiografía
San Miguel Achiutla se encuentra dentro de la provincia de la Sierra Madre del Sur, el 80% de su territorio lo compone el sistema de topoformas de la sierra alta compleja, dentro de la subprovincia de la mixteca alta; el 20% restante corresponde al sistema de topoformas de la sierra de cumbres tendidas, dentro de la subprovincia de las sierras centrales de Oaxaca. El tipo de relieve que predomina es el valle o depresión.

### Hidrografía
El municipio pertenece a la subcuenca del río Sordo, dentro de la cuenca del río Atoyac, parte de la región hidrológica de Costa Chica-Río Verde. Los principales ríos de la demarcación son los ríos Yutetranca, Las Flores, Bendito, Ciénega Grande y Yuteniquibi; todos estos confluyen formando el río Grande, que desemboca en el río Verde.

## Clima
El clima de San Miguel Achiutla es templado subhúmedo con lluvias en verano en el 98% de su territorio, es semifrío subhúmedo con lluvias en verano en el 2% restante. El rango de temperatura media anual es de 16 a 18 grados celcius, el mínimo promedio es de 6 a 8 grados y el máximo promedio de 24 a 26 grados. El rango de precipitación media anual es de 1000 a 1200 mm y los meses de lluvias son de octubre a mayo.

## Demografía
De acuerdo al último censo, realizado por el INEGI en 2010, en el municipio habitan 744 personas, repartidas entre 5 localidades. Del total de habitantes de San Miguel Achiutla, 17 hablan alguna lengua indígena.

### Localidades
La demarcación cuenta con cinco localidades, de las cuales la más poblada es la cabecera, San Miguel Achiutla.
| Código INEGI | Localidad                 | Población (2010) | Altitud (m s. n. m.) | Categoría  |
| ------------ | ------------------------- | ---------------- | -------------------- | ---------- |
| 202580001    | San Miguel Achiutla       | 342              | 1945                 | Pueblo     |
| 202580002    | San Sebastián Atoyaquillo | 119              | 1900                 | Ranchería  |
| 202580003    | Yunumaño                  | 26               | 2026                 | Indefinida |
| 202580004    | Manzana de Espinal        | 163              | 1960                 | Indefinida |
| 202580005    | Barrio Guadalupe          | 94               | 2039                 | Indefinida |

## Política

### Gobierno
El municipio se rige mediante el sistema de usos y costumbres, eligiendo gobernantes cada tres años de acuerdo a un sistema establecido por las tradiciones de sus antepasados. El ayuntamiento está conformado por tres regidores, un síndico municipal y un presidente municipal, cargo desempeñado por Jacobo Ortiz para el periodo 2016-2019.

### Regionalización
San Miguel Achiutla pertenece al VI Distrito Electoral Federal de Oaxaca y al VIII Distrito Electoral Local, con sede en Heroica Ciudad de Tlaxiaco.